# Eyk Pokorny
Eyk Pokorny (Berlín, 22 de noviembre de 1969) es un deportista alemán que compitió en ciclismo en la modalidad de pista, especialista en las pruebas de velocidad y tándem.
Ganó cinco medallas en el Campeonato Mundial de Ciclismo en Pista entre los años 1991 y 1999, y dos medallas de oro en el Campeonato Europeo de Ómnium, en los años 1995 y 1997.
Participó en los Juegos Olímpicos de Atlanta 1996, ocupando el séptimo lugar en la prueba de velocidad individual.

## Medallero internacional
| Campeonato Mundial | Campeonato Mundial   | Campeonato Mundial | Campeonato Mundial    |
| Año                | Lugar                | Medalla            | Competición           |
| ------------------ | -------------------- | ------------------ | --------------------- |
| 1991               | Stuttgart (Alemania) | Medalla de oro     | Tándem (A)            |
| 1993               | Hamar (Noruega)      | Medalla de bronce  | Velocidad individual  |
| 1997               | Perth (Australia)    | Medalla de plata   | Velocidad por equipos |
| 1998               | Burdeos (Francia)    | Medalla de bronce  | Velocidad por equipos |
| 1999               | Berlín (Alemania)    | Medalla de bronce  | Velocidad por equipos |
| Campeonato Europeo |                      |                    |                       |
| Año                | Lugar                | Medalla            | Competición           |
| 1995               | Valencia (España)    | Medalla de oro     | Ómnium esprint        |
| 1997               | Berlín (Alemania)    | Medalla de oro     | Ómnium esprint        |

1. 1 2  Campeonato Europeo realizado sólo para la disciplina de ómnium.
2. 1 2  Variedad de ómnium que incluía cuatro pruebas de esprint: 200 m vuelta lanzada, keirin, eliminación y velocidad individual.